# Підземне сховище Сент-Клер
Підземне сховище Сент-Клер – комплекс каверн на сході штату Мічиган, призначений для зберігання зріджених вуглеводневих газів (ЗВГ).
Сховище у Сент-Клер складається із семи каверн загальною корисною ємністю 2 млн барелів ЗВГ, створених шляхом розмивання відкладень соляної формації Саліна (силурійський період).
У сховищі організоване зберігання пропану, бутану та ізобутану, котрі надходять по Eastern Delivery System (EDS) із установки фракціонування у Сарнії (розташована на протилежному, канадському боці прикордонної річки Сент-Клер). Станом на 2010-ті роки остання, так само як EDS та сховище, належать компанії  Plains All American.
Відвантаження продукції споживачам може відбуватись залізничним та автомобільним транспортом.